# Liste der Monuments historiques in Brouckerque
Die Liste der Monuments historiques in Brouckerque führt die Monuments historiques in der französischen Gemeinde Brouckerque auf.

## Siehe auch

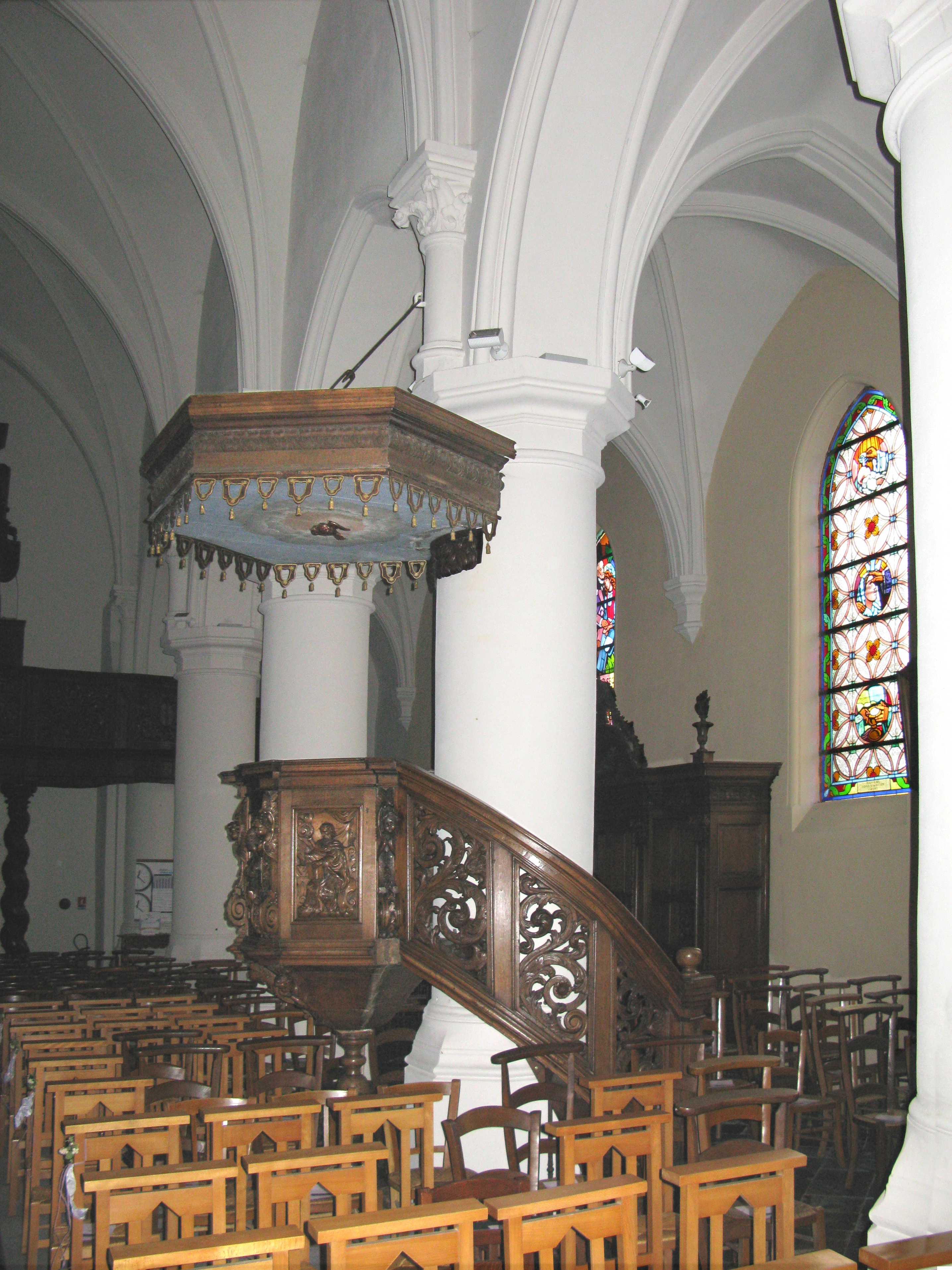
Kanzel in Brouckerque

## Liste der Bauwerke
| Bezeichnung             | Beschreibung              | Standort | Kennzeichnung | Schutzstatus | Datum | Bild |
| ----------------------- | ------------------------- | -------- | ------------- | ------------ | ----- | ---- |
| Turm der Kirche St-Omer | Erbaut im 14. Jahrhundert | (Lage)   | PA00107389    | Classé       | 1973  |      |